# Samer Saeed
Samer Saeed Mujbel (1º dicembre 1987) è un calciatore iracheno, centrocampista dell'Al-Shamal e della Nazionale irachena.